# Conservatoire d'Utrecht
Le Conservatoire d'Utrecht est une École supérieure de musique située à Utrecht aux Pays-Bas et une unité de l'école d'art d'Utrecht (HKU). Le conservatoire a ouvert en 1875 et est l'un des plus anciens instituts de formation professionnelle des Pays-Bas. Depuis 1971, le conservatoire est situé dans l'ancienne salle de concert « Gebouw voor Kunsten en Wetenschappen » (Bâtiment des arts et des sciences) et dans l'ancien hôpital saint Joannes de Deo, les deux situés dans la même rue. En dehors de ces deux bâtiments, la Nederlandse Beiaardschool (école hollandaise de carillon), est à Amersfoort, et est une unité de l'école.
Le Conservatoire d'Utrecht a fusionné en 1987 avec l'École Carillon et l'Institut néerlandais pour la musique d'église (Nederlands Instituut voor Kerkmuziek) au sein de la Faculté de musique de l'école des arts d'Utrecht.

## Musiciens
Musiciens réputés, élèves du Conservatoire d'Utrecht
- Ton Bruynèl
- Rosalía Gómez Lasheras
- Wouter Hamel
- Janine Jansen
- Peter Kardolus
- Tristan Keuris
- Tania Kross
- Tom Löwenthal
- John Propitius
- Herman van Veen
- Maaike Widdershoven
- Peter Schat
- Arthur Schoonderwoerd
- Suzanna van der Wolk dite Rosander

Musiciens ayant enseigné au conservatoire d'Utrecht
- Henk Alkema
- Bert van den Brink
- Siebe Henstra
- Jeroen den Herder
- Philipp Hirshhorn
- Hans Kox
- Ton de Leeuw
- Viktor Liberman
- Charlotte Margiono
- Abbie de Quant
- George Stam
- Emmy Verhey
- Zino Vinnikov
- Erika Waardenburg
- Alan Weiss
- Jan Welmers
- Glen Wilson (claveciniste)